# Isopren
Isopren er en meget vigtig byggesten, som danner grundlaget for biosyntesen af mange biologiske molekyler, f.eks. squalen (et intermediat i kolesterolbiosyntesen), terpener, gibberelliner, steroler, carotenoider, neophytadien gummi, fytolhalen på chlorofylmolekylet osv.
Biosyntesen af de forskellige molekyler, stoffer (terpener, gibberelliner, cholesterol osv.) sker ikke direkte ud fra isopren, men via en kompleks række af reaktioner.
Isopren i atmosfæren (kan) reagere med visse stoffer og bliver i så fald til aerosoler og de dannede aerosoler er hygroskopiske og er med til at danne skyer og tåge. Det viser sig at mange landplanter danner store mængder isopren og derfor er ophav til en stor del af bioaerosolerne.

## "Isopren-vulkanen" i Ozark bjergskoven
The Ozarks Isoprene Experiment (OZIE) blev designet til at udforske egetræers udsendelse af isopren i Ozark bjergskoven i Missouri i USA.

 
Det blev bekræftet, at egetræer er store isopren-udsendere med en middeludsendelse på 66 mgC g-1 h-1, men man opdagede også at isopren-udsendelsen er afhængig af bladenes temperaturer – jo højere; jo mere.

## Isopren som biosignatur
I søgen af liv i universet er isopren foreslået som biosignatur.